# Aulo Cornelio Cosso (dittatore)
Aulo Cornelio Cosso (fl. IV secolo a.C.) è stato dittatore nel 385 a.C..

## Biografia
Nel 385 a.C., tribuni consolari Aulo Manlio Capitolino, Tito Quinzio Cincinnato Capitolino,  Lucio Quinzio Cincinnato Capitolino, Publio Cornelio, Lucio Papirio Cursore e Gneo Sergio Fidenate Cosso, il Senato decise di nominare Aulo Cornelio Cosso dittatore, per far fronte all'ennesima minaccia portata a Roma dai Volsci, e ai possibili disordini interni, dovuti alle richieste della plebe, portate avanti da Marco Manlio Capitolino.
Dopo aver apprestato l'esercito il dittatore si diresse contro i nemici, che avevano ricevuto rinforzi di contingenti irregolari composti da giovani Ernici e Latini, grazie ai quali potevano affrontare i romani contando su un maggior numero di effettivi. Nonostante questo svantaggio, i romani, per l'ennesima volta sconfissero i nemici, facendone strage mentre fuggivano dal campo di battaglia.
In questo frangente a Roma Marco Manlio Capitolino portava avanti le istanze dei plebei, non perdendo occasione di aumentare la propria popolarità presso questa classe, come quando, visto un centurione portato in tribunale per debiti, con il rischio di finire schiavo, lo sollevò dai debiti pagando di tasca propria, arrivando poi a vendere le sue terre per aiutare altri poveri debitori accusando nel contempo i senatori di malversazione.
(Tito Livio, "Ab Urbe Condita", VI, 2, 14.)
La situazione in città stava diventando sempre più difficile per i patrizi, anche per l'accusa loro mossa da Manlio, di aver sottratto all'erario l'oro dei Galli. A questo punto il Senato fece tornare Aulo Cornelio a Roma, interrompendo la campagna contro i Volsci, per sedare gli animi dei romani.
Aulo tornato a Roma, ancora nel pieno della sua carica, sentito il Senato, convocò Manlio, chiedendogli di dimostrare le proprie accuse contro i Senatori. Manlio, che si presentò alla seduta insieme ai propri sostenitori, dopo aver nuovamente accusato i Senatori, si rifiutò di rispondere all'intimazione del dittatore, e per questo fu incarcerato. Disposto l'arresto e celebrato il trionfo per la vittoria sui Volsci, Aulo Cornelio lasciò la carica di dittatore.